# Xbase++
Xbase++ — разрабатываемый Alaska Software с середины 1990-х Clipper-совместимый язык программирования. Xbase++ позволяет создавать объектно-ориентированные приложения, содержит библиотеки для доступа к SQL и ODBC-данным и средства для создания веб-ориентированных приложений. Xbase++ также позволяет компилировать исходные тексты на Clipper в 32-битные программы Windows. В состав поставки входят несколько продуктов. Также в состав входит Web Application Adaptor (WAA), который позволяет создавать веб-приложения, в том числе приложения, напрямую работающие с базами данных. WAA работает с портом 1024 и совместно с Apache. Начиная с версии 1.9, существует поддержка технологии ActiveX на уровне языка.